# 郭姓
郭姓为中文姓氏之一，在《百家姓》中排名第144位。

## 来源

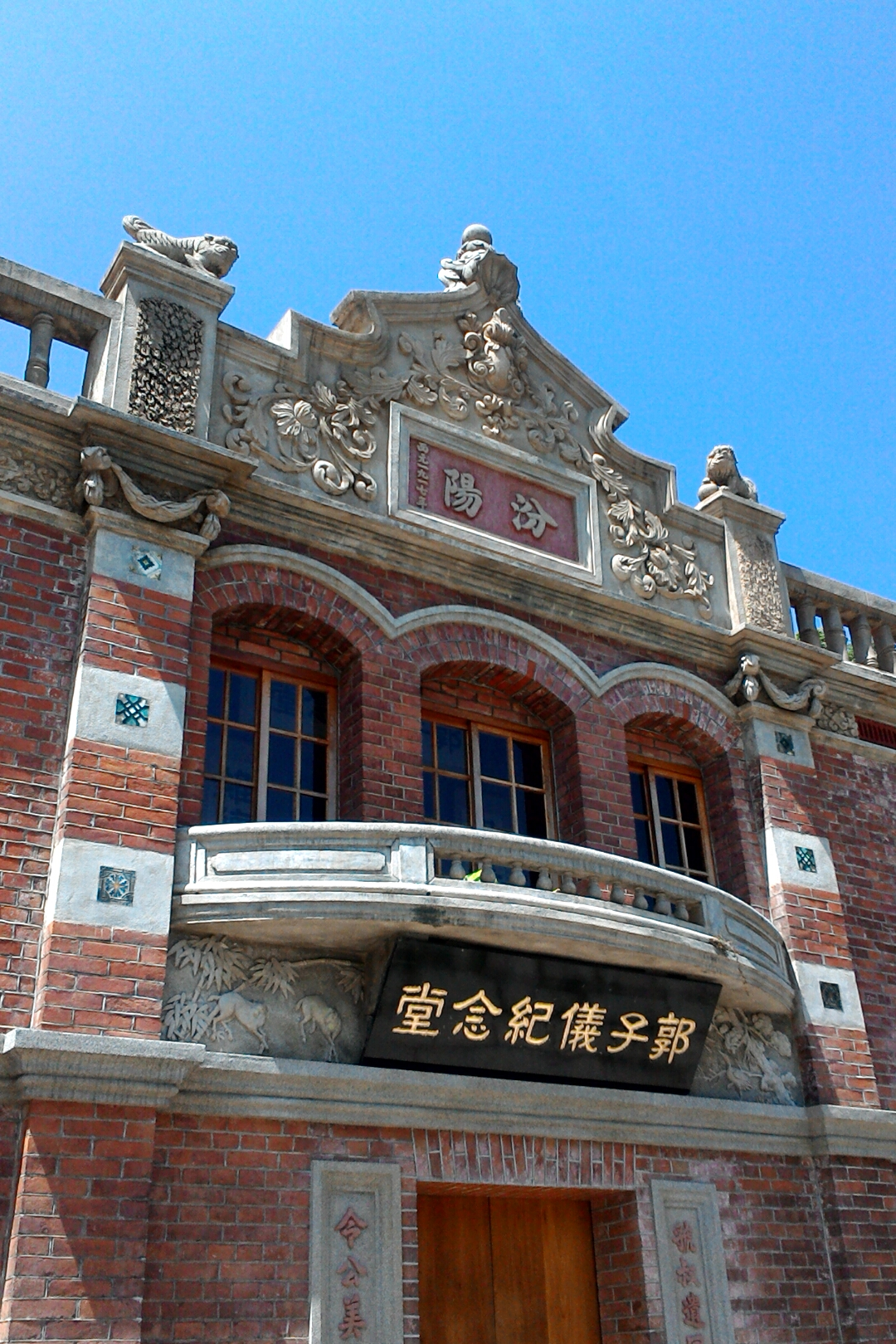
內湖郭氏古宅山牆上提有「汾陽」堂號。

## 延伸阅读
[在维基数据编辑]
 《百家姓》
 《欽定古今圖書集成·明倫彙編·氏族典·郭姓部》，出自陈梦雷《古今圖書集成》

## 外部連結
- 世界郭氏宗親總會 （页面存档备份，存于）

1. ↑  陈树三; 郭宴春. . 上海三联書店. 2007: 170.